# Bill Burr
William Frederick "Bill" Burr, född 10 juni 1968 i Canton i Massachusetts, är en amerikansk komiker och skådespelare.

## Biografi
Bill Burr och andra komiker lånade ut sina röster till spelet Grand Theft Auto IV, där han spelar Jason Michaels i motorcykelklubben The Lost MC i uppdraget "No Love Lost". Under 2009 repriserade han sin roll i spelets expansionspaket The Lost and Damned. Hans standupshow Let it Go spelades in på The Fillmore i San Francisco och hade premiär på Comedy Central den 18 september 2010. En senare show, You People Are All The Same, hade premiär 2012 exklusivt på Netflix. Bill Burr har kallats en "komikers komiker", det vill säga en komiker som följs och uppskattas av andra professionella komiker men inte ännu fått ett stort publikt genombrott. 
Bill Burr har bland annat varit med i filmerna En galen natt som Detective Walsh och han spelade Melissa McCarthys bror Mark Mullins i filmen The Heat. På TV har han bland annat medverkat i den fjärde och femte säsongen av TV-serien Breaking Bad som Patrick Kuby.
Sedan maj 2007 har Bill Burr varje vecka spelat in en timmes podcast, där han talar utan förbehåll om sina tidigare och senare erfarenheter, turnéer och sport. Den heter Bill Burr's Monday Morning Podcast. Ibland har han sällskap av sin hustru Nia Hill, beroende på om hon är hemma eller inte. År 2012 var han en av initiativtagarna till komikernätverket All Things Comedy, som skapar och sänder podcasts och vloggar och ägs av komikerna själva. Billy Burr medverkar även som gäst i andra komikers podcasts, såsom Adam Carolla Show, Joe Rogan Experience, WTF med Marc Maron, Chris Hardwicks Nerdist Podcast, och Nobody Likes Onions. Burr var också den allra första gästen i Tom Greens podcast. Den 18 april 2011 var han gästvärd för Hollywood Babble-On Podcast, tillsammans med Ralph Garman.

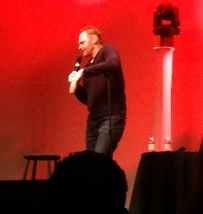
Bill Burr under ett framträdande 2011

## Filmografi

### Filmer
- 2001 – Perfect Fit
- 2002 – Passionada
- 2007 – Twisted Fortune
- 2007 – Playing Chicken (TV-film)
- 2009 – The Burr Effect (TV-film)
- 2010 – Untitled Burr and Hart Project (TV-film)
- 2010 – En galen natt
- 2011 – Cheat (Kortfilm)
- 2012 – Stand Up Guys
- 2013 – The Heat
- 2014 – Walk of Shame
- 2014 – Zombeavers
- 2014 – Black or White
- 2015 – Daddy's Home
- 2017 – Daddy's Home 2
- 2018 – The Front Runner
- 2020 – The King of Staten Island
- 2020 – The Opening Act

### TV-serier
- 1996 - Townies (15 avsnitt)
- 1998 - Tre vänner och en pizzeria (1 avsnitt)
- 2002 - Law & Order: Criminal Intent (1 avsnitt)
- 2003 - Comic Remix (1 avsnitt)
- 2004 - Chappelle's Show (3 avsnitt)
- 2013 - New Girl (1 avsnitt)
- 2011-2013 - Breaking Bad (5 avsnitt)
- 2014 - Kroll Show (4 avsnitt)
- 2019 - The Mandalorian (2 avsnitt)

### Röst i videospel
- 2009 - Grand Theft Auto IV: The Lost and Damned